# Franciszek Litwin

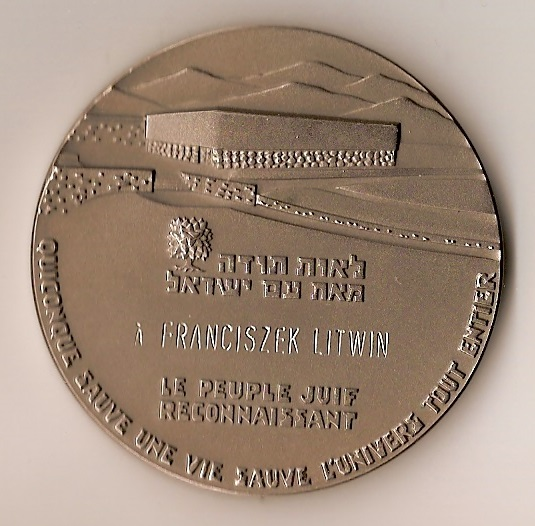
Medal F. Litwina Sprawiedliwy wśród Narodów Świata

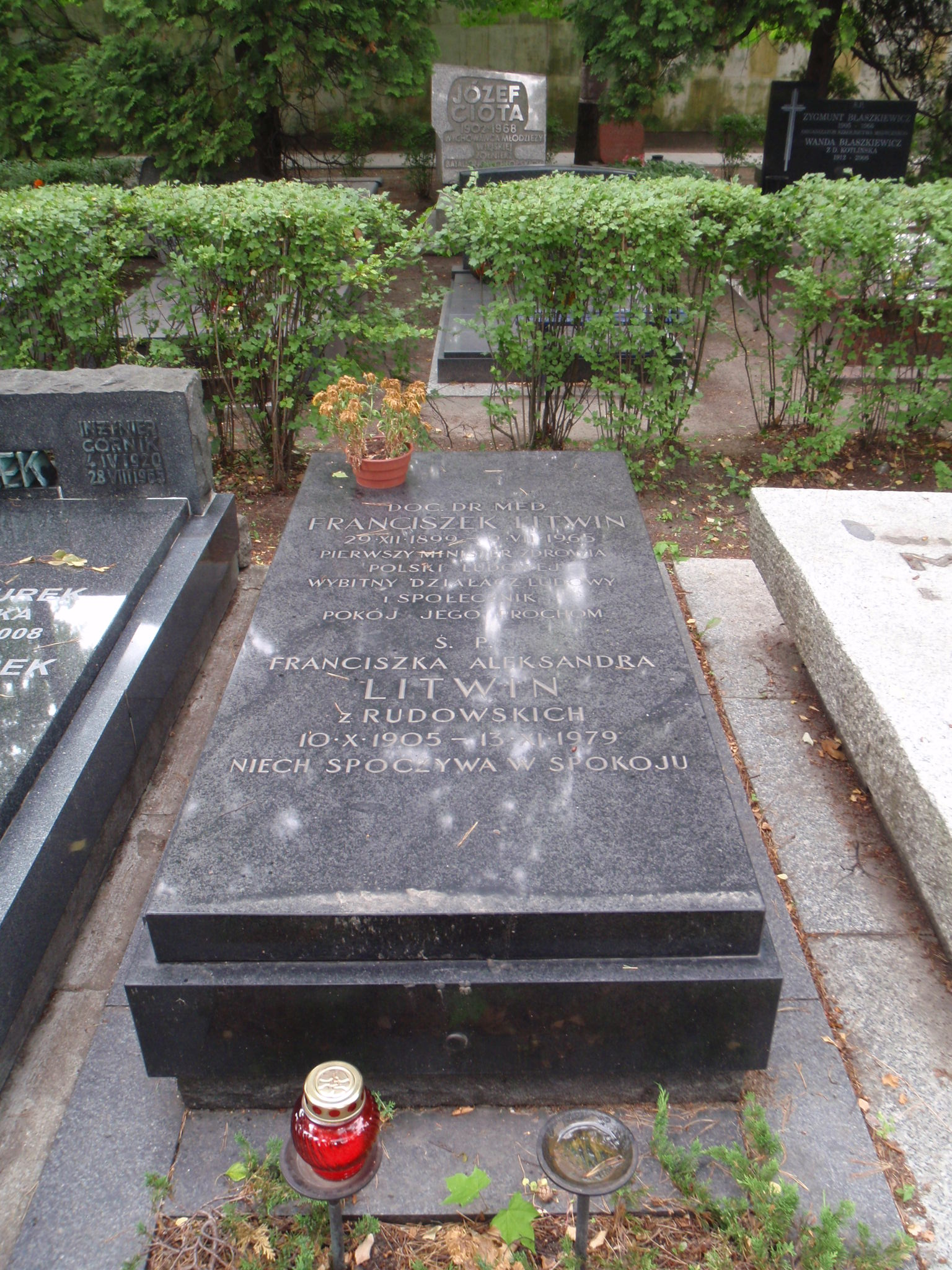
Grób Franciszka Litwina na cmentarzu Wojskowym na Powązkach w Warszawie

Franciszek Litwin (ur. 29 grudnia 1899 w Gostomi, zm. 9 lipca 1965 w Warszawie) – polski lekarz, doktor nauk medycznych i polityk. Minister zdrowia w latach 1945–1947, poseł do Krajowej Rady Narodowej. Sprawiedliwy wśród Narodów Świata.

## Życiorys
Syn Antoniego i Florentyny. Początkowo uczył się w tajnej szkole polskiej w swojej rodzinnej wsi. Wstąpił do gimnazjum  w Radomiu, wybuch I wojny światowej przerwał naukę. Podjął ją ponownie w 1915 w gimnazjum w Warszawie. W 1918 znowu zmuszony był opuścić szkołę. Po krótkiej przerwie zaczął uczęszczać do Gimnazjum im. Tadeusza Reytana. W 1921 uzyskał w nim świadectwo dojrzałości i zapisał się na Wydział Lekarski Uniwersytetu Warszawskiego, który ukończył w 1927 i rozpoczął pracę zawodową. Był lekarzem rejonowym ubezpieczalni społecznej powiatu warszawskiego – w Jeziornie Fabrycznej, Otwocku, a następnie w Markach. Łączył obowiązki lekarza ubezpieczalni i woluntariusza w oddziale chirurgicznym Szpitala Przemienienia Pańskiego w Warszawie.
Działalność polityczną rozpoczął od wstąpienia do Stowarzyszenia Niezależnej Młodzieży Ludowej. W latach 1918–1924 był członkiem Polskiego Stronnictwa Ludowego „Wyzwolenie”, w okresie 1924–1927 działał w Niezależnej Partii Chłopskiej. Był redaktorem jej organu prasowego „Walka Ludu". Wchodził w skład jej centralnego aktywu. W latach 1927–1931 należał do Zjednoczenia Lewicy Chłopskiej „Samopomoc”. W 1944 był współzałożycielem Stronnictwa Ludowego „Wola Ludu” i członkiem zarządu głównego. Był także członkiem rady naczelnej i Naczelnego Komitetu Wykonawczego Stronnictwa Ludowego, od 1949 należał do Zjednoczonego Stronnictwa Ludowego.
W okresie II wojny światowej łączył działalność lekarza i żołnierza Polskiego Państwa Podziemnego. Był instruktorem sanitarnym oddziału Armii Ludowej, był członkiem tajnego Komitetu Porozumiewawczego Lekarzy Demokratów i Socjalistów. W Kasie Chorych, w której pracował jako lekarz, otrzymywali pomoc i opiekę lekarską partyzanci Gwardii Ludowej, Armii Ludowej, żołnierze Batalionów Chłopskich i innych ugrupowań konspiracyjnych. Zdobywał materiały wybuchowe, nabywał niektóre ich składniki w aptekach i przekazywał je GL i AL oraz walczącej ludności getta, w grudniu 1943 współtworzył Krajową Radę Narodową, do której był posłem.
W 1945 został Ministrem Zdrowia, urząd pełnił do 1947. Po odsunięciu w lutym 1947 od działalności politycznej, poświęcił się pracy zawodowej i naukowej. W tymże roku został lekarzem w drugiej klinice wewnętrznej, kierowanej początkowo przez profesora Witolda Orłowskiego, a następnie profesora Mściwoja Semerau-Siemianowskiego. W 1952 uzyskał habilitację. Dwa lata później został etatowym docentem w klinice. W 1963 otrzymał ordynaturę oddziału wewnętrznego w Szpitalu Wojewódzkim w Warszawie i obowiązki te pełnił do ostatniej chwili życia.
Był mężem Franciszki z Rudowskich (1905–1979).
Zmarł w Warszawie, pochowany na cmentarzu Wojskowym na Powązkach (kwatera C2-6-9).
Rada ds. Sprawiedliwych Wśród Narodów Świata przy Instytucie Pamięci Narodowej Jad Waszem, na posiedzeniu 23 stycznia 1997 odznaczyła pośmiertnie Franciszka Litwina Medalem Sprawiedliwych Wśród Narodów Świata, w dowód uznania, że z narażeniem własnego życia ratował Żydów prześladowanych w latach okupacji hitlerowskiej.

## Ordery i odznaczenia
- Order Krzyża Grunwaldu III klasy (3 stycznia 1945)
- Medal za Warszawę 1939–1945 (17 stycznia 1946)[8]
- Medal 10-lecia Polski Ludowej (13 stycznia 1955)[9]
- Medal Sprawiedliwych Wśród Narodów Świata (pośmiertnie, 23 stycznia 1997)[10]